# Comuna Ustea, Sneatîn
Ustea (în ucraineană Устя) este o comună în raionul Sneatîn, regiunea Ivano-Frankivsk, Ucraina, formată din satele Oreleț, Tulova și Ustea (reședința).

## Demografie
Componența lingvistică a comunei Ustea
     Ucraineană (99,69%)
     Alte limbi (0,3%)
Conform recensământului din 2001, majoritatea populației comunei Ustea era vorbitoare de ucraineană (99,69%), existând în minoritate și vorbitori de alte limbi.